# Partito Fascista Repubblicano
Il Partito Fascista Repubblicano (PFR) era il partito unico della Repubblica Sociale Italiana, guidato da Benito Mussolini. Fu fondato dopo il 25 luglio 1943 e si dissolse a seguito della caduta della Repubblica Sociale Italiana nel 1945.
Partito anti-monarchico per definizione, dal momento che considerava il re Vittorio Emanuele III un traditore del fascismo e della patria, fu guidato da elementi estremistici del fascismo, determinati ad accentuare la carica di intransigenza del nuovo partito per consolidare il governo della Repubblica Sociale Italiana e combattere fino all'ultimo accanto alla Germania nazista e contro gli alleati. Si rese inoltre protagonista di scelte radicali e violente contro gli ebrei, la Resistenza, i cosiddetti traditori e la massoneria.

## Storia

Benito Mussolini e Alessandro Pavolini, rispettivamente leader e segretario del PFR

### Contesto e origini
L'istituzione del partito avvenne il 18 settembre del 1943, solo pochi giorni dopo la liberazione di Mussolini dal carcere orchestrata dai nazisti in quella che era stata chiamata l'Operazione Quercia. La fondazione del partito, così come la neonata Repubblica Sociale Italiana, vanno quindi comprese nel contesto del tentativo nazifascista di mantenere il controllo del Nord Italia.
Il primo raduno del partito ebbe luogo al Congresso di Verona del 14 novembre 1943 dove venne emanato il manifesto di Verona, un documento programmatico che tentava di armonizzare le diverse anime del fascismo, tra cui i gerarchi, i movimentisti e i fascisti di idee socialisteggianti. Il manifesto sancì la fondazione del partito guidato da un capo politico che sarebbe stato eletto ogni cinque anni. Il 15 novembre del 1943 venne eletto Alessandro Pavolini come segretario. A lui si deve anche la creazione nel giugno 1944 delle Brigate Nere, create appunto con lo scopo di fungere da braccio armato del partito.

### Struttura organizzativa
A differenza del Partito Nazionale Fascista, fortemente centralizzato e burocratizzato, nel Partito Fascista Repubblicano il ruolo del direttorio centrale era relativamente meno importante rispetto a quello delle Federazioni Provinciali, che peraltro  avevano svolto un ruolo chiave nella riorganizzazione del movimento fascista fin dai primissimi giorni seguenti lo sbandamento dell'8 settembre 1943 .   
L'organizzazione delle Federazioni Provinciali era la seguente:
- Segretario o Commissario Federale, comunemente chiamato semplicemente Federale  (nominato dal Ministero dell'Interno con il benestare del Duce)
- I suoi Vice, in numero variabile, solitamente tra due e quattro (nominati dal Federale con il benestare del Segretario del Partito)
- Il Direttorio Federale, costituito da:
  - Membri di diritto (eletti dai Comitati Locali del Partito):
    - Il Dirigente Provinciale delle Famiglie dei Caduti, Mutilati e Feriti per la Rivoluzione
    - Il Dirigente Provinciale dell’Associazione Nazionale Mutilati e Invalidi di Guerra
    - Il Dirigente Provinciale dell’Associazione Nazionale Combattenti
    - Il Dirigente Provinciale dell’Associazione Volontari di Guerra
    - Il Dirigente Provinciale dell’Istituto del Nastro Azzurro
    - Il Dirigente Provinciale della Confederazione Generale del Lavoro, della Tecnica e delle Arti
    - Il Fiduciario del Gruppo Sansepolcristi
    - Il Dirigente dei Gruppi di Azione Giovanile
    - Il Dirigente Provinciale dell'Opera Balilla
    - Il Podestà del capoluogo di provincia.

  - Membri nominati dal Federale:
    - L’Ispettore Federale
    - Il Capo di Stato Maggiore della brigata nera
    - L’Ispettrice Provinciale dei Fasci Femminili
    - Il Rappresentante dei Profughi
    - Il Capo dell’Ufficio Disciplina
    - Tre rappresentanti delle Categorie Lavoratrici.

Testata ufficiale del PFR fu Il Lavoro Fascista, già quotidiano del sindacalismo fascista (Mussolini aveva esplicitamente rifiutato di ricominciare a pubblicare Il Popolo d'Italia).

### Relazioni con la popolazione
A causa del forte controllo dei tedeschi, il potere del partito nel contesto della Repubblica di Salò fu sempre molto limitato. Allo scopo di ovviare a questa connaturata debolezza il partito tentò di ottenere il supporto dei pochi strati della popolazione che ancora simpatizzavano per il fascismo. Nelle province sotto il controllo dei tedeschi era organizzato in tre enti denominati Amministrativo, Assistenza e Politico. L'Assistenza, chiamato anche l'Ente nazionale di assistenza fascista, venne costituito all'inizio dell’ottobre 1943. Nella mente dei vertici del partito l'Assistenza sarebbe dovuta essere una continuazione dei potenti quadri di militanti e volontari del precedente Partito Nazionale Fascista.
Organizzato in gruppi provinciali formati da privati cittadini, questo ente doveva svolgere diverse funzioni tra cui la gestione dei patrimoni confiscati agli ebrei e il supporto della popolazione italiana colpita dai bombardamenti. Le donne ebbero un ruolo importante nell'Assistenza. I Fasci femminili si chiamavano Gruppi ed erano tipicamente formati dalle mogli dei combattimenti, dei caduti o dei prigionieri. Il Consiglio dei ministri della Repubblica di Salò istituì il Servizio ausiliario femminile il 18 aprile del 1944.
Ci fu conflitto tra il partito e Chiesa cattolica durante questo periodo.
Supportò anche l'organizzazione di gruppi clandestini di fascisti che erano attivi nei territori del Sud Italia. Lo scopo di questi gruppi era di tenere in vita la causa fascista e contrastare l'avanzata degli alleati. Malgrado il loro fallimento, la memoria delle loro operazioni di rappresaglia ebbe un ruolo importante nell'ideologia del neofascismo.

### Persecuzione degli ebrei e l'antisemitismo
Il partito intensificò la politica di persecuzione contro gli ebrei iniziata in Italia con le leggi razziali fasciste del 1938. Su questa scelta pesò non solo l'influenza degli alleati nazisti, ma anche il fatto che gli ebrei venivano additati dai vertici del partito come i responsabili del crollo del regime successivo all'8 settembre accanto ai badogliani e ai massoni. L'articolo 7 del Manifesto di Verona specificava: «Gli appartenenti alla razza ebraica sono stranieri. Durante questa guerra appartengono a nazionalità nemica».

### Ideologia
Pur essendo stato essenzialmente un partito-fantoccio fondato dalle ceneri del Partito Nazionale Fascista all'unico scopo di organizzare gli aderenti al fascismo della Repubblica di Salò, ebbe connotati precisi da un punto di vista ideologico che rispecchiavano in generale l'impostazione sociale della repubblica mussoliniana. Rigidamente anti-monarchico ed anti-sabaudo, il partito faceva del repubblicanesimo la propria bandiera ideologica in nome del fascismo delle origini (il cosiddetto sansepolcrismo), tradito in qualche modo dai compromessi necessari al fascismo per imporsi negli anni precedenti.

### Scioglimento
Il ruolo politico del partito fu molto limitato soprattutto a causa del controllo dei tedeschi, tanto che lo stesso Mussolini poteva solo raramente lasciare il suo ufficio a Salò a causa dello stretto controllo che i tedeschi esercitavano su di lui. I partigiani lo catturarono e lo giustiziarono il 28 aprile del 1945 durante il suo tentativo di fuggire al nord tramite l'aiuto dei militari tedeschi. Il partito si sciolse lo stesso giorno della morte di Mussolini. 
Alla fine della guerra alcuni dei suoi esponenti come Giorgio Almirante, Giorgio Pini e Pino Romualdi parteciparono alla fondazione il 26 dicembre 1946 del Movimento Sociale Italiano.

## Congressi nazionali
- I Congresso nazionale – Verona, 14–15 novembre 1943

## Segretari
- Alessandro Pavolini (15 novembre 1943 – 28 aprile 1945)